# Ficedula nigrorufa
El papamoscas rufinegro (Ficedula nigrorufa) es una especie de ave paseriforme de la familia Muscicapidae endémica de las montañas del suroeste de la India. Es único dentro del género Ficedula por presentar coloración anaranjada en la espalda.

## Descripción

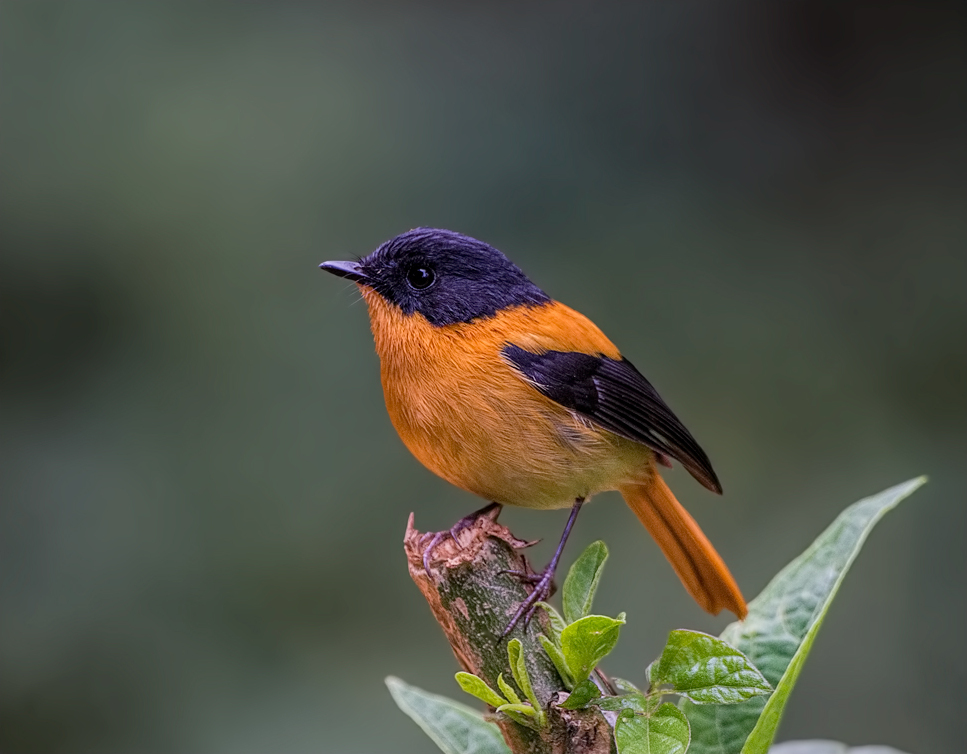
Macho.

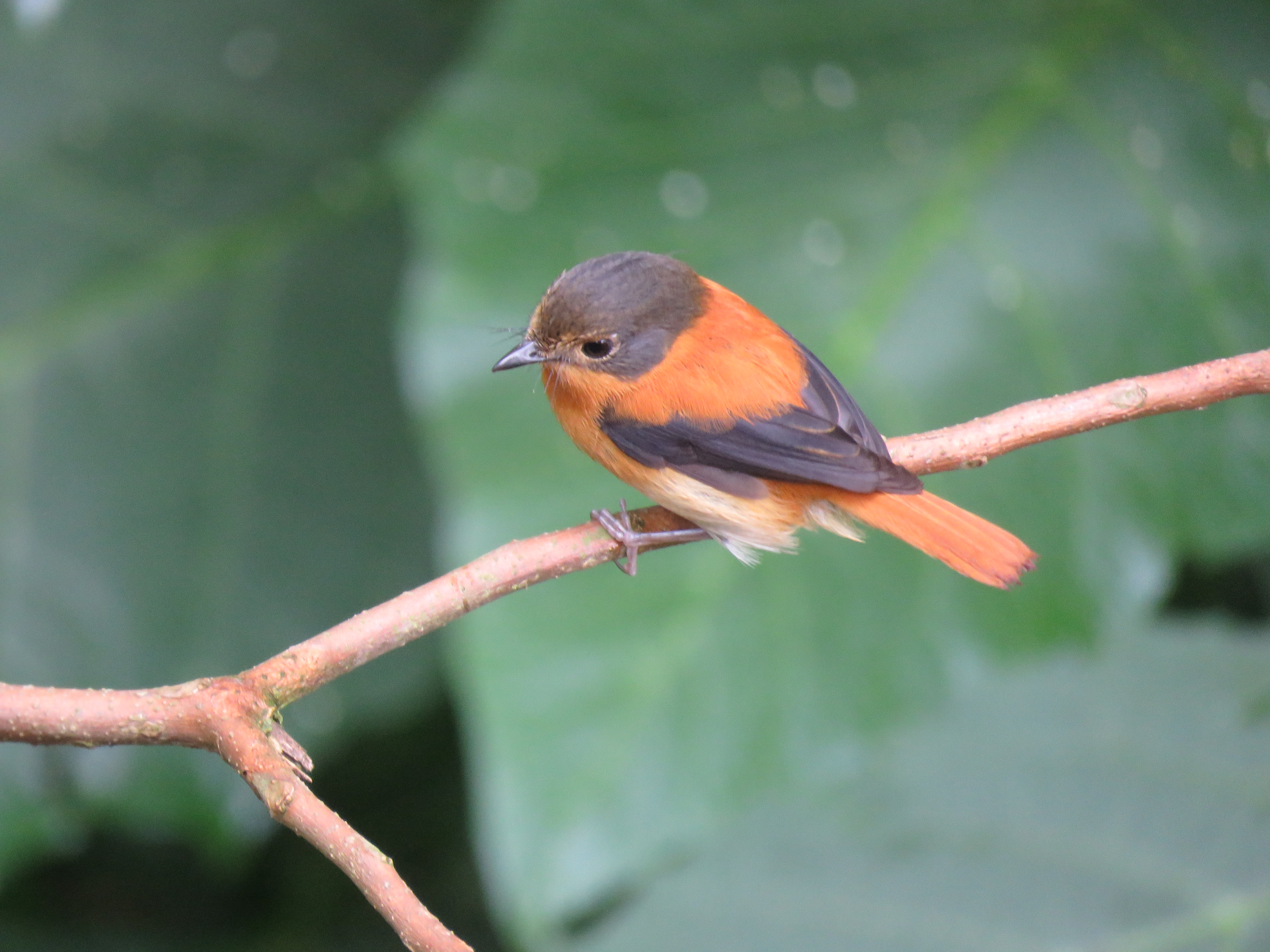
Hembra.

Es un pájaro pequeño e inconfundible por la coloración de su plumaje. El macho tiene la cabeza (salvo la barbilla y la garganta) y las alas negras, mientras que el resto de su plumaje es de color canela anaranjado. En la hembra se sustituye el negro de la cabeza por tonos pardo grisáceos, presenta y anillo ocular claro y el vientre blanco. 
Los polluelos empluman alrededor de las dos semana con plumaje canela anaranjado y el vientre blanquecino. Su cabeza presenta vetas oscuras y sus alas son azuladas con tonos pardos. Presenta anillo ocular claro y su cola es más corta que la de los adultos. Ocho semanas después de dejar el nido su plumaje es casi como el de los adultos, excepto por presentar manchas pardas de su cabeza.

## Distribución y hábitat
Se localiza en los Ghats Occidentales centrales y meridionales, los montes Nilguiri y Palni, en el sur de la India. La población principal de esta especie se encuentra en mesetas por encima de los 1.500 m s. n. m. de los montes Nilgiri, Palani, Biligiriranga (Bellaji y Honnametti) y montes Kannan Devan. Prefiere zonas con mucha hojarasca y sotobosque en hábitats herbáceos entre los bosques abiertos de tipo shola. Su densidad de población es de unas 2,8 ha por pareja en la época de cría. Es un pájaro muy sedentario, y no se registran desplazamientos locales o dispersión de los jóvenes. En su extremo norte, se encuentre en el parque nacional de Kudremukh National Park y los montes Bababudan y alcanza los montes Ashambu por el sur. Existen algunos registros antiguos de la especie en Maharashtra y Sri Lanka que se consideran dudosos.

## Comportamiento y ecología

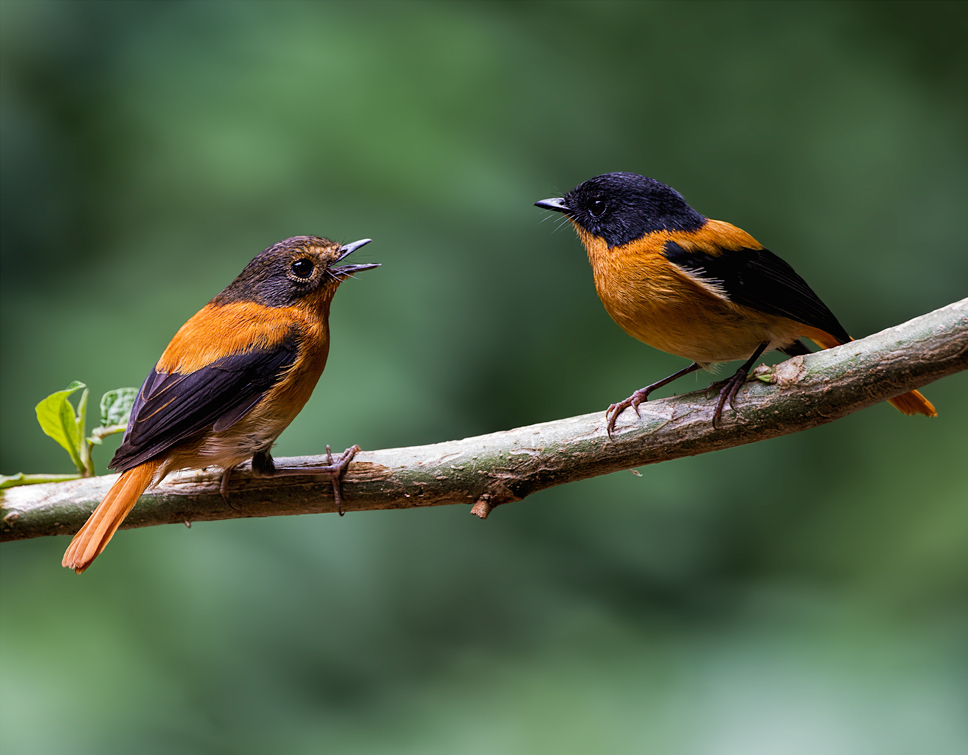
Pareja en época de cría.

Suele encontrarse en solitario o en parejas.
El papamoscas rufinegro y el papamoscas pechirrufo (Ficedula dumetoria) son las dos únicas especies sedentarias del género Ficedula, por lo que carecen de morfología de alas más largas y apuntadas que los miembros migratorios del grupo.

### Alimentación
Se alimentan de insectos que capturan vuelo a baja altura (por debajo de los 2 metros del suelo) y también picotea insectos del suelo.
La tasa de actividad más alta de la especie es por la mañana temprano y cerca del ocaso. Durante estos periodos capturan unos 100 insectos por hora, mientras que en las horas centrales del día su eficacia se reduce a la mitad.

## Reproducción
Durante la época de cría, de marzo a mayo, estos pájaros cantan con asiduidad, emitiendo cantos de tipo «chii-ri-rirr» o «whii-chii-ii-rirr». Las parejas establecen territorios de cría cada año. Sus exhibiciones de amenaza incluyen que el macho despliegue la cola, apuntando con el pico hacia arriba y abriendo las alas mientras emite notas de tipo «kiit-kiit». Su llamada de alarma consiste en un «zit-zit». Los machos suelen defender el territorio, aunque la hembra puede también involucrarse.
La hembra construye el nido, que sitúa en un arbusto bajo o una mata de helechos. La puesta normal consta de dos huevos grisáceos moteados. Los polluelos son parduzcos y están moteados. A diferencia de otros papamoscas, el nido es una bola grande y basta hecha con juncos y una entrada cerca del techo. El nido tiene una base de hojas y helechos secos. El diámetro externo del nido suele ser de unos 15 cm, y la cavidad para los huevos suele ocupar un espacio de 5 cm de diámetro tanto de ancho como de profundidad. El nido suele estar situado en el centro de un arbusto a una altura entre el metro y los tres metros.